# Stor-Hötjärnen, Ångermanland
Stor-Hötjärnen är en sjö i Örnsköldsviks kommun i Ångermanland och ingår i Gideälvens huvudavrinningsområde. Sjöns area är 0,022 kvadratkilometer och den befinner sig 185 meter över havet.